# Himério (duque)

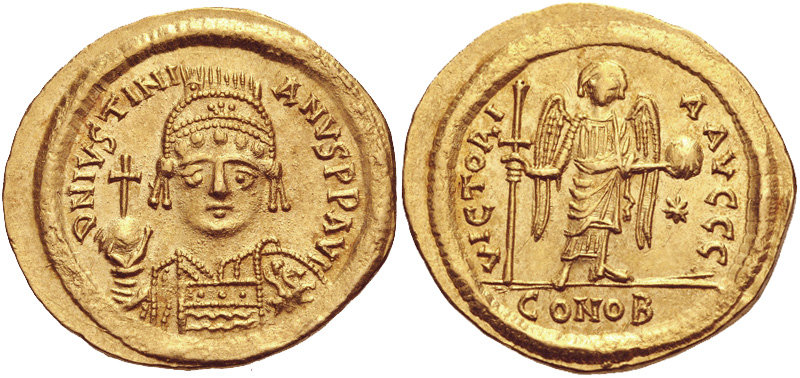
Soldo de Justiniano r.

Himério (em latim: Himerius) foi um oficial bizantino de origem trácia do século VI, ativo sob imperador Justiniano (r. 527–565). No ano de 544, era duque de Bizacena, na África. No tempo da eclosão da revolta de Antalas e Estútias, estava em Hadrumeto. Recebeu carta supostamente remetida por João e em resposta a ela, marchou com suas tropas para Menefesse para unir forças com ele. Ao chegar, foi pego de surpresa pelo inimigo e capturado. Suas tropas desertaram e ele foi convencido a abandonar Hadrumeto em troca de sua vida. Segundo Coripo, a carta enviada a Himério foi forjada pelos rebeldes, não sendo possível responsabilizar o general João pelo ocorrido. Seja como for, foi capaz de escapar posteriormente e fugiu a Cartago. Possivelmente pode ser identificado com o oficial ativo em Régio mais adiante.